# Herman Finkers
Hermenegildus Felix Victor Maria (Herman) Finkers (Almelo, 9 december 1954) is een Nederlandse cabaretier en zanger uit Twente die bekendstaat om zijn droogkomische stijl. Hij was actief tussen 1979 en 1999, trok zich in 2000 uit het theater terug en keerde daar in 2007 terug met zijn voorstelling Na de pauze.

## Cabaretcarrière
Finkers doorliep in zijn geboorteplaats Almelo de hbs. Zijn cabaretcarrière startte op ongebruikelijke wijze toen hij zijn stotteren tot handelsmerk verhief. Zijn eerste programma heette Op Zwart Zangzaad, genoemd naar de Groningse studentenhumorvereniging waarvan zijn broer Wilfried oprichter en voorzitter was.
In 1979 won Finkers de tweede prijs op het Delftse Cameretten-festival alsmede de publieksprijs en persoonlijkheidsprijs. In weerwil van de destijds heersende cabaretmores, die vooral geëngageerd cabaret voorschreven, blonk Finkers uit met grappen en kwinkslagen. De selectiecommissie had zich blauw gelachen bij een optreden van Finkers, maar twijfelde aanvankelijk of de show nog wel cabaret was.
Tot het einde van de jaren 90 volgde het ene programma na het andere met veel succes, eerst vooral in het noorden en oosten van het land, maar later in het hele land. Vanaf 1987 werd hij bijgestaan door zijn broer Wilfried, die meehielp met het bedenken van materiaal en veel werkzaamheden achter de schermen deed. Ook had Wilfried zelf een kleine rol in de voorstellingen, steevast als een stuntelige schlemiel. Aan zijn laatste show Na de pauze nam Wilfried geen deel meer, ook niet achter de schermen.
In 2000 stopte Finkers voorlopig als cabaretier omdat, zoals hij zelf zei, "de pruimen op waren". De nieuwsgierigheid was weg en de inspiratie ontbrak. Kort daarna werd hij ook ziek, waardoor zijn terugkomst naar het theater voor onbepaalde tijd werd uitgesteld. Hij had een relatief milde vorm van chronische lymfatische leukemie (CLL) ontwikkeld.
In 2005 gaf hij aan dat hij weer bezig was met het schrijven van een tiende voorstelling, maar dat het van zijn herstel zou afhangen of hij deze voorstelling ook nog daadwerkelijk zou gaan opvoeren. In 2006 bevestigde Finkers in een uitzending van Kruispunt dat hij inderdaad bezig was met zijn nieuwe programma.
Finkers is in 2007 weer gaan optreden. In april vond in Hardenberg, in besloten kring, een try-out plaats met de werktitel Na de pauze. Dit was een 'blind date', omdat de bezoekers niet wisten wie er kwam optreden en met welk programma. Na de pauze ging in oktober 2007 in première en kreeg veel positieve recensies.
In maart 2012 verscheen zijn bundeling van beste conferences: De cursus "Omgaan met teleurstellingen” gaat wederom niet door.
In februari 2015 bracht Finkers Koo wit de floo (een verbastering van 'Go with the flow') als carnavalssingle uit. Het lied gaat over Finkers' geboortestad Almelo. Het tweede nummer op de single is Het Almelo's Volkslied.
Op 1 mei 2015 kwam het grotendeels in het Twents gesproken/gezongen album Koo Wit De Floo in Almelo uit, dat alleen liedjes over Almelo bevat en de bekende "Stoplichtconference" (Eén stoplicht springt op rood, een ander weer op groen, in Almelo is altijd wat te doen). Dit album is geproduceerd door Daniël Lohues, net als Finkers' vorige album (Liever dan Geluk). Ook de eerder genoemde liedjes Koo wit de floo en Het Almelo's Volkslied staan op het album.
Finkers nam in 2015 voor de VARA de oudejaarsconference voor zijn rekening. Ter voorbereiding deed hij meerdere try-outs in verschillende theaters. Op 29, 30 en 31 december presenteerde hij de oudejaarsconference in de Leidse Schouwburg. De voorstelling van 31 december werd live op de Nederlandse televisie uitgezonden. Maar liefst 3,03 miljoen kijkers stemden van begin tot het eind op de oudejaarsconference af. Dat was het hoogste aantal kijkers sinds 2002, toen de VARA Youp van 't Hek bracht met Youp Speelt Youp.

## Stijl
Finkers' humor is vaak droog: hij gebruikt vaak woordgrappen, omgekeerde logica en visuele grappen. Hij gaat zelden in op de actualiteit. In vergelijking met sommige andere cabaretiers is zijn tempo laag.
In zijn beginjaren bestonden de shows van Finkers vooral uit losse verhaaltjes, nieuwsberichten, telefoongesprekken en one-man-sketches en maakte hij nauwelijks gebruik van decor: een rood gordijn was vaak zijn enige achtergrond. In latere shows werden de decors uitgebreider, hoewel er nog steeds geen decorstuk was waar geen visuele truc mee werd uitgehaald. Ook verscheen er hier en daar een rode draad in zijn voorstellingen, die vooral in zijn show Kalm aan en rap een beetje duidelijk herkenbaar is.
Finkers heeft enkele keren samengewerkt met Brigitte Kaandorp, die een vergelijkbare stijl in haar cabaret heeft. Samen maakten ze in 1990 de hitsingle Duet en in de show Geen spatader veranderd uit 1995 had hij met haar ogenschijnlijk een live-verbinding om een erotisch duet te zingen.

## Rooms-katholicisme
Finkers wordt sinds zijn jeugd gekenmerkt door een grote aanhankelijkheid aan zijn rooms-katholieke geloof. Hij was in zijn jeugd misdienaar in de Almelose Sint-Egbertuskerk en was er trots op de Latijnse antwoorden allemaal te kennen. Finkers' gelovigheid vindt men - ook al lijkt het op het eerste gezicht ironisch - terug in zijn oeuvre. In Een Engelhart in Rome, waarin hij met zijn verstandelijk gehandicapte neef op audiëntie gaat bij de paus, komt het serieuze karakter van Finkers' gelovigheid naar voren. 
Voor zijn huwelijk in 1990 componeerde Finkers een eigen meerstemmige traditionele Latijnse mis, gewijd aan Sint Joris. Finkers' huwelijk werd namelijk voltrokken in de Sint-Joris- of Sint-Georgiusbasiliek in Almelo. In de daarop volgende decennia zou hij deze Sint-Jorismis verder bijschaven. In 2024 leverde zijn mis, Missa Sancti Georgii, in de uitvoering van Cappella Amsterdam en Holland Baroque, hem een Edison Klassiek op. De NPO plaatste de mis in 2024 op plaats 63 van de Klassieke Top 400; dat is 119 plaatsen boven de Krönungsmesse van Wolfgang Amadeus Mozart.
Bij zijn boerderij op het Twentse platteland verzorgt Finkers nog altijd met grote ijver een Onze-Lieve-Vrouwe-veldkapel. In 2006 was Finkers een van de initiatiefnemers van een actie voor het behoud als parochiekerk van de Sint-Plechelmusbasiliek in Oldenzaal. In datzelfde jaar verbleef hij een tijdlang bij de broeders van Abdij Koningshoeven in Tilburg. Hij waardeerde daar vooral de stilte en de gregoriaanse muziek. Voor deze eeuwenoude katholieke kerkzang koestert Finkers een grote liefde: hij trok er zelfs enkele maanden voor naar Gent. In 2007 kwam Finkers ook voor in de Maria-serie van de omroep RKK/KRO en liet daar zien dat hij ook in zijn eigen boerderij een echte kapel heeft ingericht voor gebed en bezinning.

## Overige activiteiten
Naast cabaret houdt Finkers zich bezig met de Twentse taal. Zo vertaalde hij zijn laatste twee one-man-shows voor zijn 'pauze' in het Twents en verleent hij zijn medewerking aan de campagne Twents doar is niks mis met (Twents daar is niks mis mee), een initiatief van het Van Deinse Instituut in Enschede. Ook speelde hij in een aflevering van Baantjer (als Bert Oude Exel uit Weerselo in De Cock en de natte dood uit 2004), waar hij het Twents een warm hart toe droeg. Van de bewuste scène is een reclamespotje gemaakt voor eerder genoemde campagne.
Op 2 oktober 2005 ging de Twents gesproken soapserie Van Jonge Leu en Oale Groond (Over jonge mensen en oude grond), geregisseerd door Johan Nijenhuis, in première op RTV Oost. Finkers is hierbij creatief adviseur, vooral om de dialogen in correct Twents te vertalen. Ook speelt hij hierin Gerrit Olde Weernink, een van de hoofdrollen.
Op 30 oktober 2007 behaalde hij als 'prominente deelnemer' de hoogste score (7,7) in het tv-programma De Nationale Bijbeltest 2007.
In februari 2020 verscheen de Twentse speelfilm De beentjes van Sint-Hildegard in de bioscopen waar Finkers de hoofdrol van Jan Sanderink in speelt. Het is een hervertelling van een Tsjechische film over een man die in de gaten krijgt dat hij bij zijn vrouw onder de plak zit. Finkers schreef ook het scenario van dit komische drama, de regie is van Nijenhuis. Finkers won met de film de Zilveren Krulstaart, een prijs voor het beste filmscenario van het jaar.
Finkers' klassieke kerstverhaal Kroamschudd'n in Mariaparochie is in 2023 in nieuw jasje gestoken. De korte tekenfilm en het boekje kregen na 35 jaar een facelift: beeld en geluid zijn opgefrist, maar het verhaal is nagenoeg hetzelfde gebleven.

## Theatervoorstellingen
Onderstaand een overzicht van theatervoorstellingen van Herman Finkers. De voorstellingen Geen spatader veranderd (Gen spatoader aans) en Kalm aan en rap een beetje (Heanig an en rap wat) heeft Finkers ook in het Twents vertolkt.
| Naam van voorstelling                                   | Jaar |
| ------------------------------------------------------- | ---- |
| Op Zwart Zangzaad                                       | 1979 |
| De terugkeer van Joop Huizinga                          | 1982 |
| De Diana Ros Show                                       | 1983 |
| EHBO is mijn lust en mijn leven                         | 1985 |
| Het meisje van de slijterij                             | 1987 |
| De zon gaat zinloos onder, morgen moet zij toch weer op | 1990 |
| Dat heeft zo'n jongen toch niet nodig                   | 1992 |
| Geen spatader veranderd                                 | 1995 |
| Kalm aan en rap een beetje                              | 1998 |
| Na de pauze                                             | 2007 |
| Oudejaarsconference 2015 - Een uur Herman Finkers       | 2015 |

## Discografie

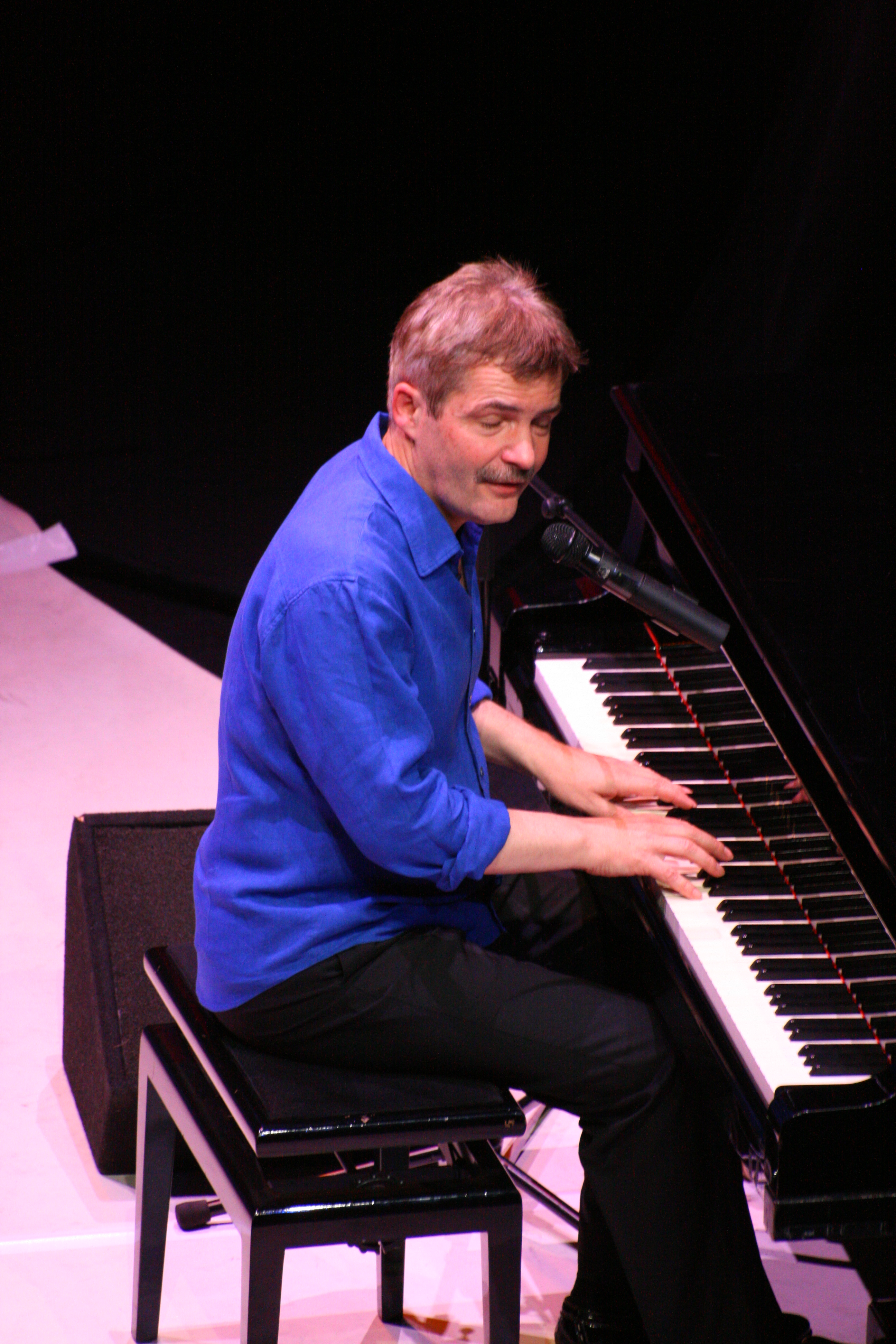
Herman Finkers aan de piano

### Lp's
- Vinger in de bips
- Als gezonde jongen zijnde
- Van zijn elpee
- EHBO is mijn lust en mijn leven
- Een greep uit 35 jaar (bevat 2 lp's)

### Cd's
| Album met eventuele hitnotering(en) in de Nederlandse Album Top 100 | Datum van verschijnen | Datum van binnenkomst | Hoogste positie | Aantal weken | Opmerkingen                                                          |
| ------------------------------------------------------------------- | --------------------- | --------------------- | --------------- | ------------ | -------------------------------------------------------------------- |
| Vinger in de bibs                                                   | 1980                  |                       |                 |              |                                                                      |
| Als gezonde jongen zijnde                                           | 1983                  |                       |                 |              |                                                                      |
| EHBO is mijn lust en mijn leven                                     | 1987                  | 30 januari 1998       | 59              | 5            | Livealbum                                                            |
| Van zijn elpee                                                      | 1987                  |                       |                 |              |                                                                      |
| Het meisje van de slijterij                                         | 1989                  | 23 december 1989      | 42              | 10           | Livealbum                                                            |
| Als gezonde jongen zijnde                                           | 1990                  | 6 april 1990          |                 |              | Livealbum, registratie van "De terugkeer van Joop Huizinga"          |
| De zon gaat zinloos onder, morgen moet zij toch weer op             | 1992                  | 24 oktober 1992       | 35              | 6            | Livealbum                                                            |
| Sint Joris Mis (Missa In Honorem Sancti Georgii)                    | 1992                  |                       |                 |              |                                                                      |
| Het Carnaval Der Dieren                                             | 1993                  |                       |                 |              | met Valerius Ensemble                                                |
| Dat heeft zo'n jongen toch niet nodig                               | 1994                  | 3 december 1994       | 49              | 12           | Livealbum                                                            |
| Geen spatader veranderd                                             | 1997                  | 4 oktober 1997        | 48              | 6            | Livealbum                                                            |
| Kleur Bekennen Herman Finkers 23/09/97                              | 1997                  |                       |                 |              | Interview With Herman Finkers bij RVU Educatieve Omroep              |
| Zijn minst beroerde liedjes                                         | 1999                  | 10 juli 1999          | 59              | 4            | Verzamelalbum                                                        |
| Kalm aan en rap een beetje                                          | 2002                  |                       |                 |              | Livealbum                                                            |
| Audiotheek                                                          | 2008                  | 6 december 2008       | 96              | 1            | Verzamelbox met 16 cd's en een 56 pagina's tellend boekje            |
| Na de pauze                                                         | 2009                  |                       |                 |              |                                                                      |
| Liever dan geluk                                                    | 2010                  | 25 december 2010      |                 |              | met Daniël Lohues                                                    |
| Koo Wit De Floo In Almelo                                           | 2015                  | 1 mei 2015            | 5               | 10           | met Daniël Lohues                                                    |
| Oudejaarsconference 2015                                            | 2015                  |                       |                 |              |                                                                      |
| Wishful Singing, Herman Finkers – In Mysterium                      | 2017                  |                       |                 |              |                                                                      |
| Missa Sancti Georgii                                                | 2023                  |                       |                 |              | uitgevoerd door Holland Baroque en Cappella Amsterdam i.s.m. Finkers |

| Single met eventuele hitnotering(en) in de Nederlandse Top 40 | Datum van verschijnen | Datum van binnenkomst | Hoogste positie | Aantal weken | Opmerkingen                                  |
| ------------------------------------------------------------- | --------------------- | --------------------- | --------------- | ------------ | -------------------------------------------- |
| Vinger in de bips                                             | 1980                  |                       |                 |              |                                              |
| Geluk                                                         | 1983                  |                       |                 |              |                                              |
| Waar is de Wc / Achter het ijzeren gordijn                    | 1987                  |                       |                 |              | met Hilde Kor                                |
| Duet                                                          | 1990                  | 20 oktober 1990       | 8               | 7            | met Brigitte Kaandorp                        |
| Hart voor oranje                                              | 1992                  |                       |                 |              |                                              |
| De Vrachtwagenchaufeur                                        | 1999                  |                       |                 |              |                                              |
| Een slecht geheugen                                           | 1999                  |                       |                 |              |                                              |
| Van jonge leu en oale groond                                  | 2005                  | 19 november 2005      |                 |              | #48 Single Top 100                           |
| Sneeuwen                                                      | 2009                  | 19 december 2009      |                 |              | met Daniël Lohues / #33 Single Top 100       |
| Eder keteer / Bloasmuziek                                     | 2005                  |                       |                 |              | Met Gé Reinders                              |
| Liever dan geluk                                              | 2010                  | 25 december 2010      |                 |              | met Daniël Lohues                            |
| Koo wit de floo                                               | 2015                  | 19 januari 2015       |                 |              |                                              |
| Almelo, mooi gewoon mooi                                      | 2015                  |                       |                 |              | Promo                                        |
| Vot met den Pröttel                                           | 2017                  |                       |                 |              |                                              |
| Op'n löp veur de leefde                                       | 2020                  |                       |                 |              | Uit de film "De beentjes van Sint-Hildegard" |

### Dvd's
- EHBO is mijn lust en mijn leven
- Het meisje van de slijterij
- De zon gaat zinloos onder, morgen moet zij toch weer op
- Carnaval der Dieren / Sint Joris Mis (Missa in honorem Sancti Georgii)
- Kroamschudd'n in Mariaparochie / Macbeth (animatiefilms)
- Dat heeft zo'n jongen toch niet nodig
- Geen spatader veranderd
- Kalm aan en rap een beetje
- Een engelhart in Rome (Herman Finkers in het Vaticaan op audiëntie)
- Tot nu toe (verzamelbox van alle dvd's)
- Na de pauze
- Liever dan geluk
- Alle dvd's
- De oudejaarsconference 2015

| Dvd met hitnoteringen in de Nederlandse DVD Music Top 30 | Datum van verschijnen | Datum van binnenkomst | Hoogste positie | Aantal weken | Opmerkingen |
| -------------------------------------------------------- | --------------------- | --------------------- | --------------- | ------------ | ----------- |
| Liever dan geluk                                         | 2010                  | 1 januari 2011        | 1 (3wk)         | 18           |             |

### NPO Radio 2 Top 2000
| Nummer met noteringen in de NPO Radio 2 Top 2000 | '99 | '00-'01 | '02 | '03 | '04 | '05 | '06 | '07 | '08 | '09  | '10  | '11  | '12  | '13  |
| ------------------------------------------------ | --- | ------- | --- | --- | --- | --- | --- | --- | --- | ---- | ---- | ---- | ---- | ---- |
| Duet (met Brigitte Kaandorp)                     | 914 | -       | 685 | 601 | 785 | 793 | 658 | 735 | 706 | 1464 | 1779 | 1377 | 1739 | 1765 |

1. ↑  Een '-' betekent dat het nummer niet was genoteerd en een vetgedrukt getal geeft de hoogste notering aan.
2. ↑  Deze tabel is bijgewerkt tot en met de laatste editie (2024).

## Filmografie
Film
| Jaar | Titel                          | Rol                |
| ---- | ------------------------------ | ------------------ |
| 1989 | Het verhaal van Kees           | Vader              |
| 2020 | De beentjes van Sint-Hildegard | Jan (hoofdpersoon) |

## Onderscheidingen
- 1979: Publieks- en Persoonlijkheidsprijzen op het Camerettenfestival;
- 2002: Johanna van Burencultuurprijs voor het bevorderen van de cultuur en streektaal van Oost-Nederland;
- 2002: werden zijn voetstappen vastgelegd in de "Walk of Fame" bij het Brueghelmonument in Losser;[16]
- 2003: op 29 april werd Finkers benoemd tot ridder in de Orde van de Nederlandse Leeuw;
- 2006: de Johan Kaartprijs;
- 2007: op 16 januari ontving Finkers een Gouden Harp waar hij "geen trauma aan over zal houden". Ook wordt er een fuchsia naar hem genoemd en naar zijn eigen zeggen is dat de mooiste onderscheiding die hij heeft gekregen;
- 2011: op 5 september ontving Finkers de Ubbo Emmius Penning van de Rijksuniversiteit Groningen voor zijn maatschappelijke verdiensten;[17]
- 2011: op 26 november kreeg hij in het Chassé Theater in Breda tijdens het tweejaarlijks congres van Genootschap Onze Taal de Groenman-taalprijs uitgereikt uit handen van jurylid Henny Stoel;[18]
- 2016: op 22 september ontving Finkers de eerste Oeuvre-cultuurprijs Overijssel voor zijn vele en gevarieerde verdiensten voor de kunstsector;
- 2019: de Blijvend Applaus Prijs voor het gehele oeuvre;
- 2021: de Zilveren Krulstaart voor het beste filmscenario van 2020;[9]
- 2024: Publieksprijs Edison Klassiek voor de latijns-gregoriaanse mis Missa Sancti Georgii, uitgevoerd door Holland Baroque en Capella Amsterdam.[5][19]

## Trivia
- Ter gelegenheid van Finkers' 60e verjaardag werd op 12 december 2014 de theaterzaal van Theater Hof 88 te Almelo omgedoopt tot Herman Finkers zaal.[20]

- Digitale Bibliotheek voor de Nederlandse Letteren: fink002
- Gemeinsame Normdatei: 173071287
- International Standard Name Identifier: 0000 0000 4181 0174
- Library of Congress Control Number: no97003103
- MusicBrainz: 725e8bbf-26e5-418c-862e-6b4999e0d102
- Nederlandse Thesaurus van Auteursnamen: 073171123
- Virtual International Authority File: 190951148
- WorldCat: E39PBJmxVyRVYkKhbFmGQVyw4q